# HK Novi Sad
Der HK Novi Sad ist ein ehemaliger Eishockeyclub aus Novi Sad, Serbien, der 1998 gegründet wurde und 2009 den Spielbetrieb einstellte.

## Geschichte
Ab 1998 gehörte er der höchsten Spielklasse Serbiens an und konnte 1999 und 2008 die Vizemeisterschaft erreichen. Zudem nahm der Verein zwischen 2007 und 2009 an der Pannonischen Liga teil, der fünf Teams aus Serbien und zwei aus Kroatien angehörten.
Die Heimspiele des Vereins wurden in der Ledena dvorana SPENS ausgetragen, die 1.000 Zuschauern Platz bietet.